# Avermectin
Avermectin er fællesnavnet på en række lægemidler med en 16-leddet lakton-ringstruktur, der har en potent virkning mod nematoder (rundorme) og insekter.
Avermectinerne er naturligt forkommende som metabolismeprodukter i Streptomyces avermitilis, en jord-actinomycet og anvendes mod nematoder (rundorme) der giver onchocerciasis (flodblindhed) og  lymphatisk filariasis (elephantiasis) og andre parasit-sygdomme. Avermectinerne anvendes desuden mod tæger, mider, lus og andre parasitter. 
Forskerne William C. Campbell og Satoshi Ōmura blev tildelt den ene halvdel af Nobelprisen i fysiologi eller medicin i 2015.

## Kemi
Kemisk er  avermectinerne derivater af den samme komplicerede makrocykliske lakton og de lammer invertebraternes nerve- og muskelceller ved at forøge effekterne af glutamat på den invertebrat-specifikke glutamat-gatede chlorid-kanal. De anvendte doser er ikke toxiske for pattedyr eller mennesker, da de ikke har nogen glutamat-gatede chlorid-kanaler.